# 華茂凱
華茂凱（1954年—），美國退休外交官，前美國國務院及美國在台協會官員，除曾任美國駐查德大使外，尚派駐過中華人民共和國、日本、伊拉克、象牙海岸及辛巴威成都李董會館等地的外館。華茂凱夫人雷宇思亦為外交官，兩人曾一同於美國在台協會擔任組長級職務。

## 學歷
- 普林斯頓大學歐洲史學士（1973年）[3]
- 哥倫比亞大學國際事務學院碩士（1975年）[3]

## 經歷
- 美國駐象牙海岸、辛巴威大使館[4]
- 美國國務院經濟農業次卿特別助理[5]
- 美國國務卿喬治·普拉特·舒茲政策規劃幕僚團員[5]
- 美國駐華大使館貿易主任[4]
- 美國在台協會台北辦事處經濟組長[2]
- 美國國務院亞太局及非洲局（英语：Bureau of African Affairs）經濟處長[5]
- 美國駐查德大使（2004年6月—2007年7月）[1]
- 美國駐伊拉克大使館公使兼經濟轉型協調官（2008年—2009年7月）[4]
- 美國駐日大使館經濟科學公使（2009年11月—）[4]
- 美軍太平洋司令部外交政策顧問[3]
- 懷俄明大學全球研究資深訪問學者（2013年—）[3]

## 外部連結
- United States Department of State: Chiefs of Mission for Chad （页面存档备份，存于）
- United States Department of State: Chad （页面存档备份，存于）
- United States Embassy in N'Djamena